# 韦卡巴斯国家公园
韦卡巴斯国家公园是一座位于印度尼西亚苏门答腊岛南部楠榜省的国家公园，总面积约1300平方公里。
由于人类的非法砍伐，公园的植被进行了二次生长。现在的公园主体由沼泽森林和低地雨林组成。公园里有数量极少的，正处于极度濒危状态的苏门答腊虎、蘇門答臘象和苏门答腊犀牛。在公园里还可以看到400多种的观赏性鸟类，如稀有的白翅棲鴨等。
目前，公园正面临偷獵和非法砍伐的威胁，许多动植物的栖息地正逐渐消失。为应对危机，一些机构在这里建立了苏门答腊犀牛保护区和大象保护中心。
2016年，韦卡巴斯国家公园被列入東協遺產公園名单。

## 物种
公园的植物种类包括：海榄雌、海桑、水椰、白千层树、蒲桃、露兜树、柯树、娑羅、纤细龙脑香和棱柱木（拉敏木）。公园的沙滩地区则以木麻黄林为主。
韦卡巴斯国家公园共有约50种哺乳动物，很大一部分都是極危物種。根据2007年的估算，这里约有20头苏门答腊犀牛，相比20世纪90年代统计的40只，有所减少。苏门答腊虎的数量已经从2000年的36-40头，下降到2011年的小于30头。其他的哺乳动物有馬來貘、苏门答腊豺与合趾猿。

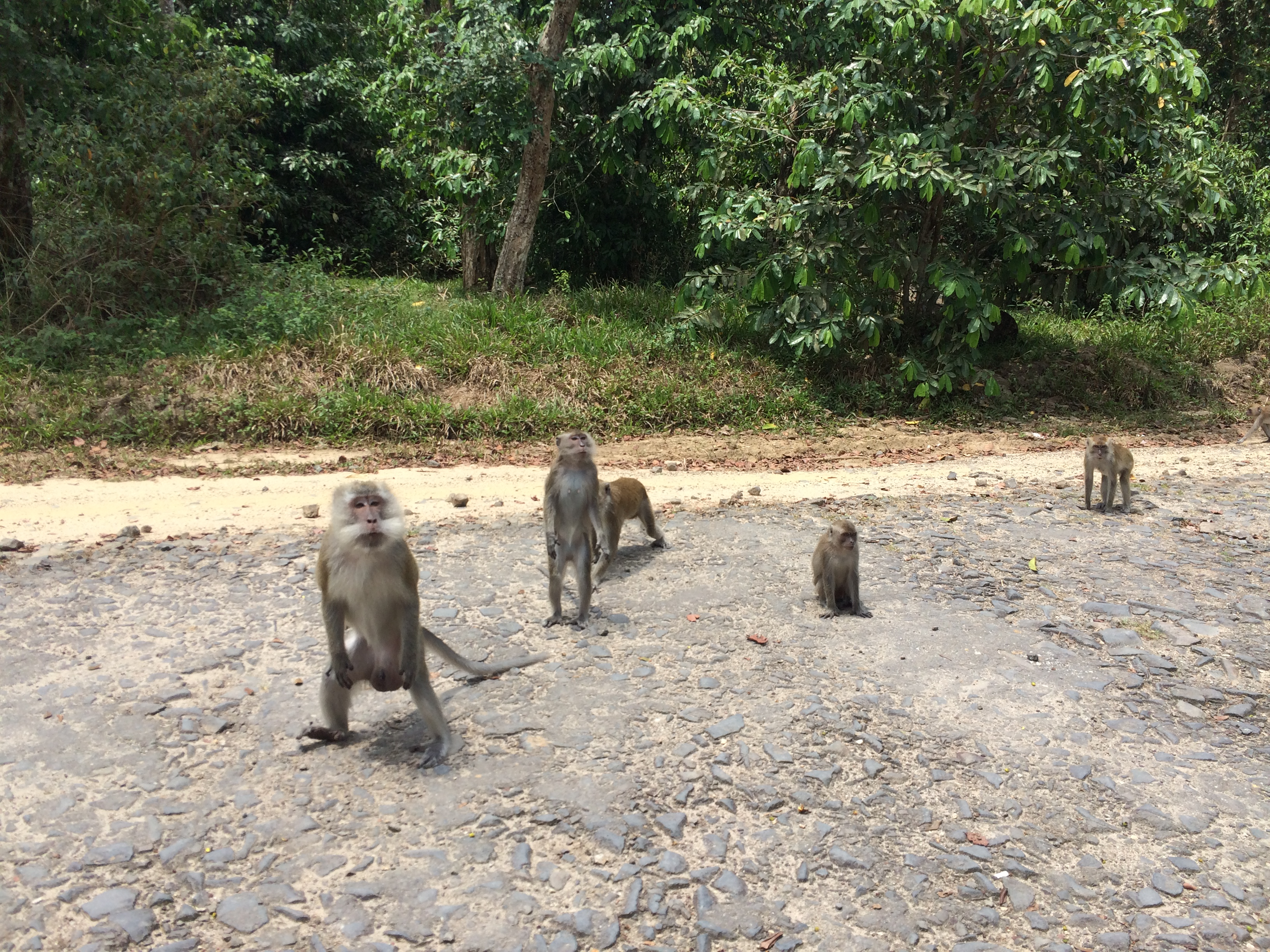
公园内的猴子

大约一半的鸟类栖息在沿海沼泽地，如红树林、淡水沼泽森林、泥炭沼澤森林和河流湿地等。该公园是濒危物种白翅棲鴨在苏门答腊岛的最大栖息地，据1999年的估算，公园内大约有24–38只。其他的405种鸟类包括黄脸鹳、白颈鹳、小秃鹳、鳳冠火背鷴、大眼斑雉和黑腹蛇鹈。
至于爬行动物，韦卡巴斯国家公园有濒临灭绝的馬來長吻鱷。

## 威胁与保护
1937年，韦卡巴斯被荷屬東印度政府设为猎物禁猎区，但直到1989年，它才被印尼政府设置为国家公园。
公园南部边界的大部分地区被当地部落侵占，这些村民声称拥有土地所有权。在公园的发生了严重的侵占。公园内的道路和小径边是非法伐木者的活动起点。他们的偷伐一直渗透到公园内部地带。非法砍伐行为导致公园森林覆盖率下降了60％。同样，在2009至2010年间，非法占有的6,000公顷土地的部落占地者已被驱逐出公园。
据报道，人造井是一些野生动物的致命陷阱。一些未成年的小象，犀牛和虎常失足坠入井中而亡。这些井是1984年为重新安置当地部落住地而留下的。在2008年至2010年进行的保护工作中，约有2000口井被拆除。
偷猎一直是公园的重大威胁之一，它牵扯到士兵甚至是军队高层。由于近年来的严格管控，偷猎活动有所缓和。据报道，2004年至2011年期间没有出现偷猎虎和犀牛的情况。
2011年初，印尼林业部宣布拨款在公园内建立一个珍稀动植物保育中心。

### 苏门答腊犀保护区
1995年，国际犀牛慈善基金会在韦卡巴斯国家公园建立了苏门答腊犀保护区（SRS），占地面积250公顷。该保护区建设的目的包括保留少量苏门答腊犀用于科学研究，提高野生动物保护意识，以及制定人工繁育苏门答腊犀的长期计划，确保该物种的存续。目前，有六头苏门答腊犀生活在保护区，大多数已经从印尼的动物园转移到该保护区的自然栖息地中。1997年，反偷猎小组成立，这些训练有素的队伍每月至少巡逻15天，他们的任务是在公园的重要区域搜寻探查并回收人造陷阱，并阻止非法入侵的偷猎者。该保护区不向一般公众开放。

### 象与人的冲突

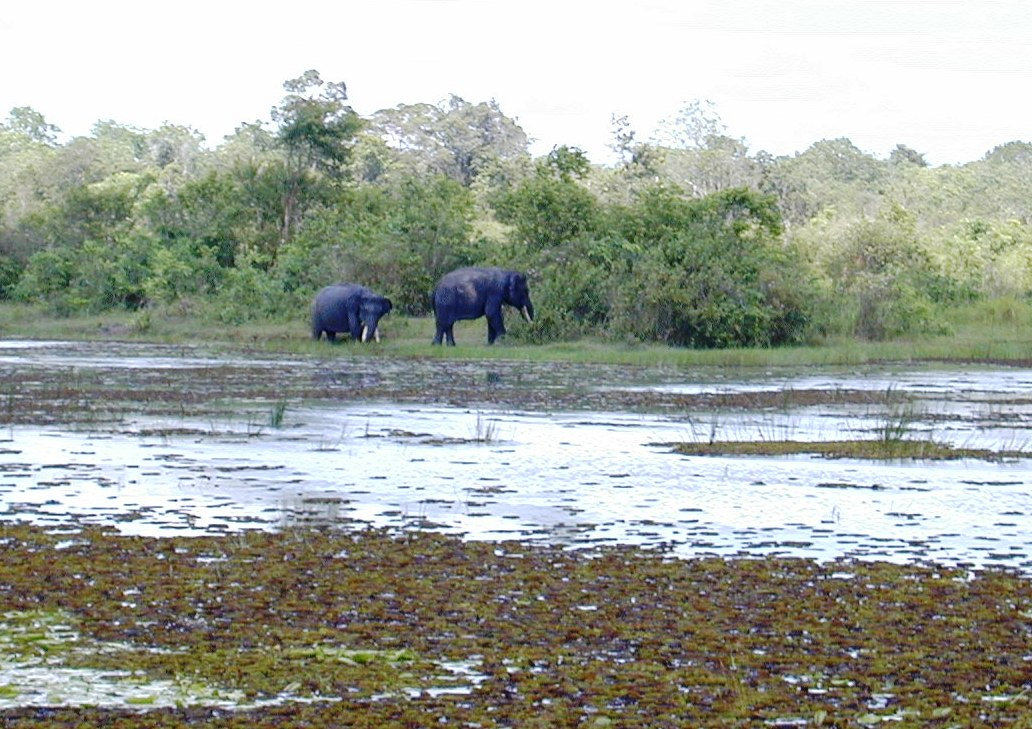
大象保护中心的野象

公园与周边村落经常遭受野生大象的袭击。20世纪90年代的一项调查显示，野生大象在公园周围的18个村庄中糟蹋了超过45公顷的玉米、大米、木薯、豆类和其他农作物，同时还有约900棵椰子树、香蕉树和其他树木受损。在12年的时间里，大象造成的伤亡人数已达24人。村民们尝试通过挖掘沟渠或调整种植模式以减少来自大象的伤害。部落村民常使用篝火来吓走村落附近的大象，而森林护林员则使用已经驯服的大象驱赶走野生象群。

### 大象保护中心
韦卡巴斯国家公园大象保护中心（ECC）成立于20世纪80年代。保护中心的大象大多数已被驯化，帮助人们承担繁重的苦力工作，包括生态旅游和公园巡逻。
以该大象保护中心的大象为角色创作的绘画由 Novica 负责整理和出售。Novica 是一家与國家地理學會有关的在线艺术代理商，它承诺将约一半的收益用于协助拯救整个亚洲地区濒临灭绝的大象。